# Seoi-nage

Ippon seoi nage

Seoi-nage (背負い投げ) è la tecnica del Judo numero 8 del Gokyo ed appartiene alle tecniche di Te-waza (tecniche di braccia) del Primo Kyo. La tecnica di Seoi-Nage (con le relative varianti) è una delle più utilizzate durante le competizioni poiché, nonostante si adatti principalmente a judoisti di piccola taglia, è una tecnica piuttosto versatile. Il nome “Seoi Nage” significa proiezione sulla spalla”.

## L'esecuzione
La situazione ideale è rappresentata da Uke che avanza con la gamba sinistra mentre la gamba destra sta indietro. Tori porta il piede destro davanti a quello di Uke posizionandolo nella stessa direzione e nel frattempo tira la manica destra in alto e in avanti. Contemporaneamente alla fase di squilibrio, viene passato il braccio destro sotto l'ascella di Uke. Successiva a questa fase, Tori esegue un movimento rotatorio (Tai-Sabaki) e porta il piede sinistro in mezzo allo spazio creato dai piedi di Uke portando le anche contro l'addome dell'avversario. La fase di proiezione si conclude con il proseguimento del movimento rotatorio di Tori che carica sul dorso Uke e lo scaraventa a terra.

## Successioni, contraccolpi e varianti
Usualmente i possibile attacchi successivi sono Seoi-Otoshi, Uchi-maki-komi, Tsurikomi-ashi, O-Uchi-Gari. Nel caso in cui Uke porti resistenza, Tori può portare la gamba destra al di fuori di quelle di Uke, ponendola a sbarramento. Subendo la tecnica, Uke può eseguire il contraccolpo con Yoko-guruma, Te-guruma, Sukui-nage. Seoi-nage è una delle tecniche del Gokyo con il maggior numero di varianti. 
Modificando la presa possono essere eseguite, infatti, le tecniche di:
- Morote-seoi-nage: Tori, invece di avvolgere il braccio destro di Uke, porta il suo avambraccio destro sotto l'ascella dell'avversario.
- Eri-seoi-nage: utilizzato soprattutto da persone alte che trovano difficoltà fisiche nell'esecuzione del Seoi Nage puro o della variante Morote, vieiene eseguito con la presa della manica e del bavero entrambe a destra.
- Ippon-seoi nage: dopo il passaggio del braccio destro di Tori sotto l'ascella di Uke, questo viene serrato fra l'omero e l'avambraccio.
- Kata-seoi-nage: dopo il passaggio del braccio destro di Tori sotto l'ascella di Uke, la presa avviene sulla spalla
- Yama Arashi: combinazione di Harai Goshi e Seoi Nage
- Reverse Morote-seoi nage